# Emil Zerbe

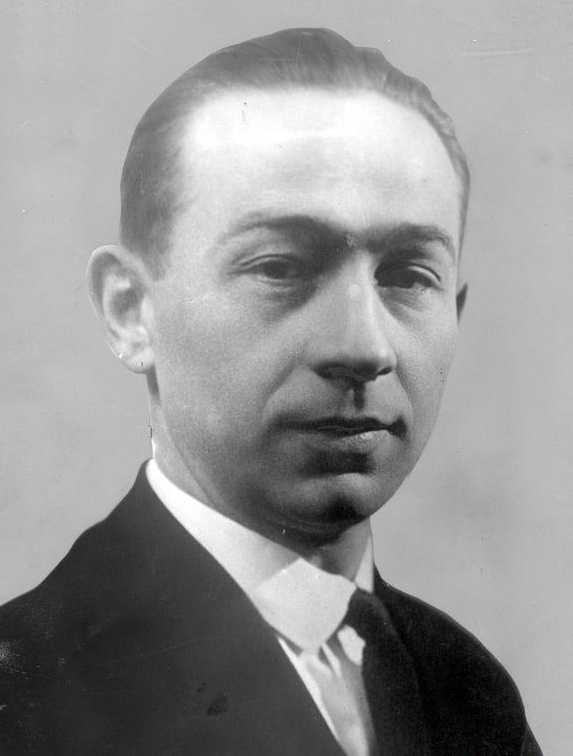
Emil Zerbe (1928)

Emil Zerbe (* 4. Januar 1897 in Łódź; † 16. Juli 1954 ebenda)  war ein Abgeordneter der deutschen Minderheit im polnischen Sejm.

## Leben
Zerbes Großeltern kamen aus dem Elsass und aus Sachsen-Altenburg. Emil Zerbe besuchte eine Privatschule und die Manufaktur-Industrieschule in Łódź. Im August 1915 zog er nach Köln, wo er als Schlosser und Vorzeichner in einer Maschinenfabrik arbeitete und sich den deutschen Sozialdemokraten anschloss. 1917 kehrte er nach Łódź zurück und machte an der dortigen polnischen Oberrealschule 1918 sein Abitur.
Zerbe begann ein Studium an der Technischen Hochschule in Darmstadt, wo er im Zuge der Novemberrevolution Mitgründer einer sozialistischen Studentengruppe war. 1921 schloss er sein Studium als Maschinenbauingenieur ab. Ein Jahr später kehrte er wieder nach Łódź zurück, wo er die Deutsche Arbeitspartei Polens (DAP) mitgründete. 1925 wurde diese Partei mit anderen deutschen sozialistischen Parteien in Polen zur Deutschen Sozialistischen Arbeitspartei Polens (DSAP) vereinigt. Zerbe war bis März 1926 Vorsitzender der neuen Partei. 
1922 wurde Emil Zerbe für den Block der Nationalen Minderheiten als Abgeordneter in den Sejm gewählt, 1928 wurde er wiedergewählt. Von 1925 bis 1935 war er zudem Bezirksvorsitzender der Partei in Łódź und von 1935 bis 1939 noch einmal Vorsitzender der Gesamtpartei. Den Zweiten Weltkrieg überlebte Zerbe im Untergrund in der Umgebung von Łódź.